# بایگانی هارولد پینتر
بایگانیِ هارولد پینتر (به انگلیسی: Harold Pinter Archive) بایگانیِ ادبیِ هارولد پینتر است که از دههٔ ۱۹۹۰ میلادی در کتابخانهٔ بریتانیا نگهداری می‌شود. سالِ ۲۰۰۷ کتابخانه اعلام کرد که این مجموعه را خریده است، به ۱.۱ میلیون پوند. در این مجموعه، غیر از دست‌نوشته‌های پینتر، نامه‌هایی از فیلیپ لارکین و ساموئل بکت نیز هست.